# Picture to Burn
«Picture to Burn» — четвертий сингл дебютного студійного альбому американської кантрі-поп-співачки Тейлор Свіфт — Taylor Swift. В США сингл вийшов 3 лютого 2008 року. Пісня написана Тейлор Свіфт та Ліз Роуз; спродюсована Нейтаном Чапманом. Музичне відео зрежисоване Треєм Фанджоєм; відеокліп вийшов 14 березня 2008 року. Сингл отримав дві платинові сертифікації від американської RIAA та золоту сертифікацію від канадської Music Canada.

## Музичне відео
Музичне відео зрежисоване Треєм Фанджоєм, який раніше працював зі Свіфт над відеокліпами до пісень «Tim McGraw», «Teardrops on My Guitar» та «Our Song». Зйомки проходили протягом двох днів у місті Нашвілл штату Теннессі. Прем'єра музичного відео відбулась 14 березня 2008 року на вебпорталі AOL — The Boot.
Станом на березень 2024 року музичне відео мало 121 мільйон переглядів на відеохостингу YouTube.

## Список композицій
- Цифрове завантаження[2]

1. «Picture to Burn» (альтернативна версія) — 3:00

- CD-сингл

1. «Picture to Burn» (радіоверсія) — 2:53
2. «Picture to Burn» (музичне відео) — 3:05

## Чарти
Тижневі чарти
| Чарт (2008)                      | Місце |
| -------------------------------- | ----- |
| Canada (Canadian Hot 100)        | 48    |
| Canada Country (Billboard)       | 1     |
| US Billboard Hot 100             | 28    |
| US Hot Country Songs (Billboard) | 3     |
| US Pop 100 (Billboard)           | 49    |

Річні чарти
| Чарт (2008)                    | Місце |
| ------------------------------ | ----- |
| US Billboard Hot Country Songs | 31    |

## Продажі
| Країна        | Сертифікація (таблиця продажів та сертифікатів) | Продажі    |
| ------------- | ----------------------------------------------- | ---------- |
| Канада (CRIA) | Золото                                          | +40,000    |
| США (RIAA)    | 2× Платина                                      | +1,700,000 |